# Centropogon intonsus
Centropogon intonsus är en klockväxtart som beskrevs av Henry Allan Gleason. Centropogon intonsus ingår i släktet Centropogon och familjen klockväxter. Inga underarter finns listade i Catalogue of Life.